# 菱葉山螞蝗
菱葉山螞蝗（学名：Hylodesmum densum）为豆科圓菱葉山螞蝗屬下的一个种。